# George Whitman
George Whitman (ur. 12 maja 1913 w East Orange, zm. 14 grudnia 2011 w Paryżu) – amerykański księgarz, właściciel anglojęzycznej księgarni Shakespeare and Company w Paryżu, położonej na lewym brzegu Sekwany. Był rówieśnikiem takich pisarzy jak: Allen Ginsberg, Anaïs Nin i Lawrence Durrell, jak również przyjacielem poety Lawrence’a Ferlinghettiego.

## Życiorys
Dorastał w Salem (Massachusetts). Po ukończeniu studiów na wydziale dziennikarstwa na Boston University w 1935 r. podróżował autostopem i pieszo po USA, Meksyku i Ameryce Środkowej. W latach 1940–1942 służył w amerykańskiej armii na Grenlandii, gdzie był oficerem medycznym, a w latach 1943–1944 w szpitalu w Taunton (Massachusetts). W sierpniu 1946 r. zajmował się handlem książkami, gromadząc dużą ich liczbę. Drzwi do jego mieszkania były zawsze otwarte dla każdego, kto chciał przyjść i poczytać książki. Ze swoją kolekcją tysiąca książek w 1951 r. otworzył księgarnię w Paryżu, przy 37 rue de la Bûcherie, na lewym brzegu Sekwany, która stała się szybko miejscem spotkań dla wielu pisarzy przebywających w Paryżu, takich jak: James Baldwin, William S. Burroughs, Julio Cortázar, Lawrence Durrell, Allen Ginsberg, Henry Miller, Anaïs Nin,  William Saroyan, Richard Wright. Najpierw księgarnia nazywał Le Mistral, ale później przemianował ją na Shakespeare and Company. W 2006 r. został odznaczony przez rząd francuski Orderem Sztuki i Literatury (Officier de l’Ordre des Arts et des Lettres) za zasługi dla sztuki.

## Przypisy

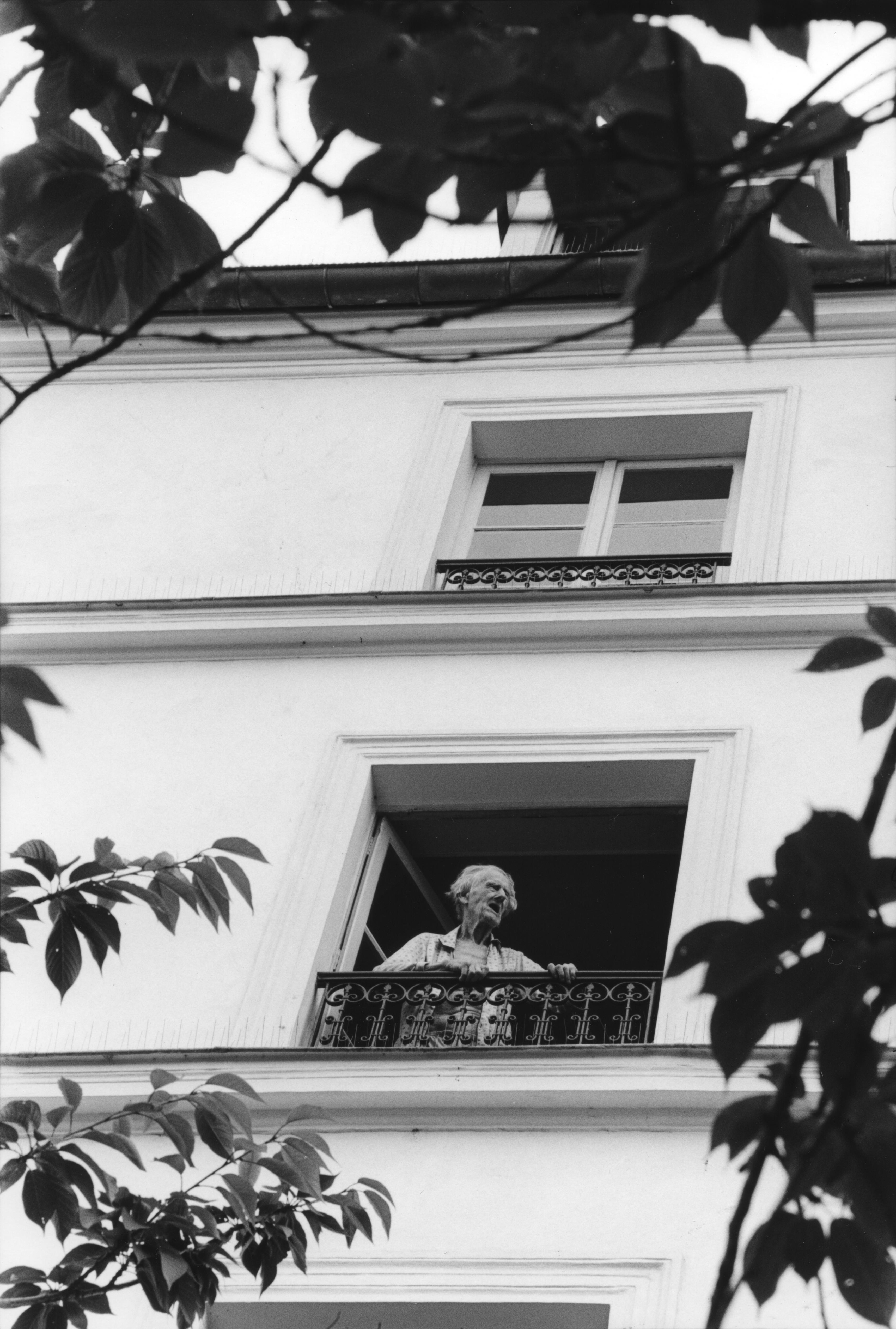
George Whitman w Paryżu